# Colin Boulton
Colin Boulton (Cheltenham, 12 settembre 1945) è un ex calciatore inglese.
La sua carriera è principalmente legata al Derby County, che nel 2009 lo ha indicato come miglior portiere della sua storia.

## Biografia
Avviato alla carriera di agente di polizia, Boulton entrò nel mondo del calcio nel 1964 dopo essere stato notato dall'allenatore del Derby County Tim Ward durante una partita della sezione calcistica del suo comando di polizia.
Rimasto a lungo secondo portiere della squadra, ne divenne titolare a partire dalla stagione 1971-1972, conclusasi con la vittoria del primo titolo nazionale della squadra. Di lì fino al 1978 (salvo una parentesi nella stagione 1976-1977, in cui fu ingaggiato in prestito dal Southampton come secondo portiere) Boulton sarà titolare fisso della squadra giocando quasi tutte le partite e risultando giocatore più presente anche nella stagione 1974-1975, conclusasi con la vittoria del secondo titolo nazionale da parte dei Rams.
Conclusosi il periodo di militanza con il Derby County, Boulton si trasferì negli Stati Uniti dove giocò, rendendo al di sotto delle aspettative, nei Tulsa Roughnecks e nei L.A. Aztecs. Ritornato in patria nel 1980, Boulton firmò un contratto per il Lincoln City, ma dopo quattro partite dovette ritirarsi a causa di un infortunio.

## Palmarès

### Club
- Campionato inglese di seconda divisione: 1

Derby County: 1968-1969
- Campionato inglese: 2

Derby County: 1971-1972, 1974-1975
- Charity Shield: 1

Derby County: 1975